# Віленське братство

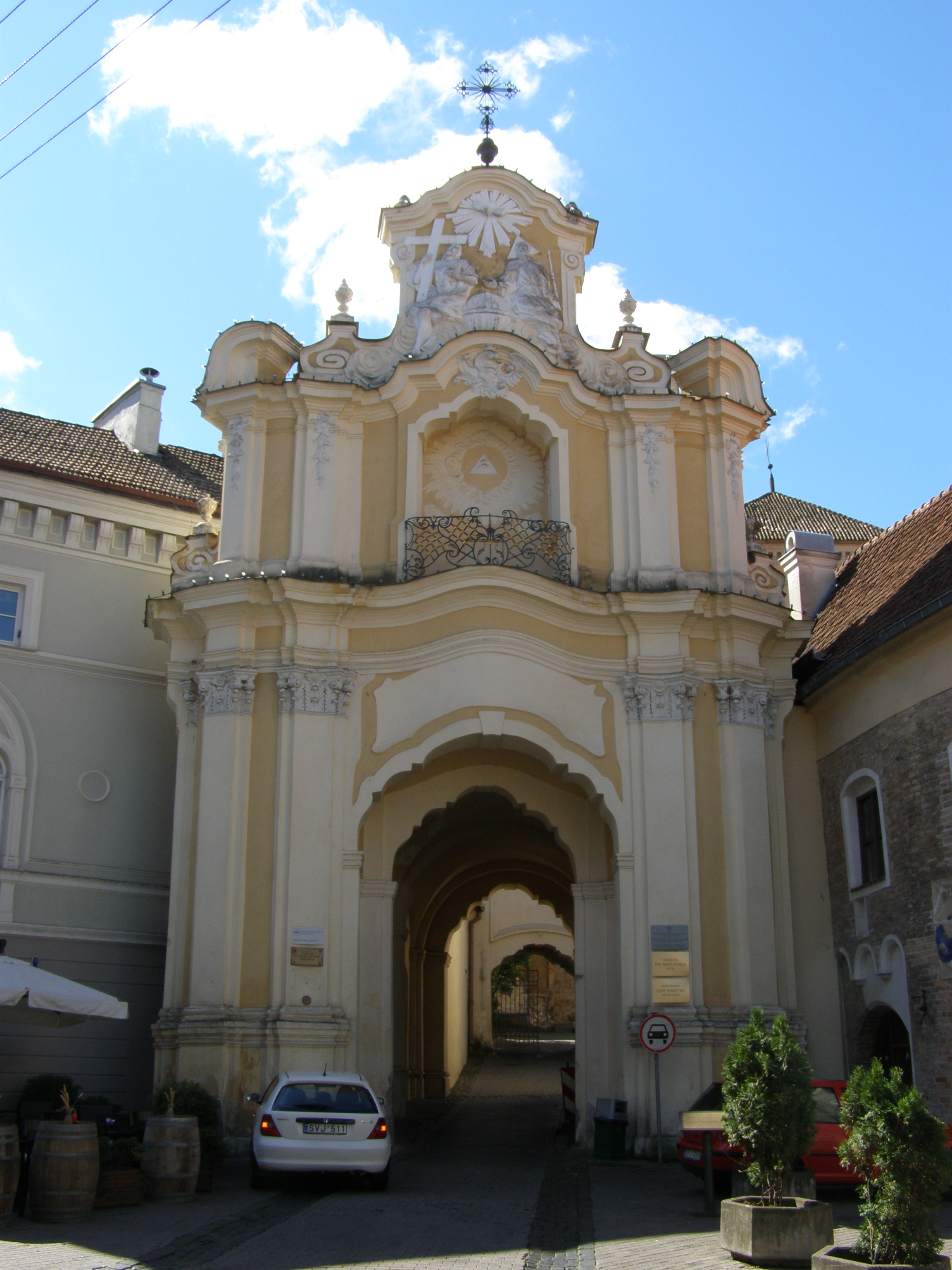
Брама Свято-Троїцького монастиря у Вільнюсі

Віленське братство (з 1584 року — Святотроїцьке, з 1605 року — Святодухівське) — національно-релігійна громадська організація православних шляхтичів та міщан Вільна в 1587–1795 роках, як суто церковна громада відновлено у XIX столітті за Російської імперії.

## Перший період

### Заснування
Спочатку іменувався Свято-Троїцьким, що було пов'язане з передачею в травні 1584 королівською грамотою віленського в ім'я Святої Трійці чоловічого монастиря, що знаходився під управлінням Київського митрополита Онисифора Дівочки, під опіку православних членів віленської міської ради. Фундаторами братства виступили православні магнати Литви та Білорусі, зокрема Богдан Огинський та Федір Скумін-Тишкевич.
В 1587 році митрополит Онисифір благословив «братство церковне мати» при церкві Святої Трійці, дозволив надрукувати статут братства і заснувати при ньому школу. Братчикам належав Стрітенський вівтар Троїцького храму. У статуті братства його головними цілями крім підтримки православних храмів були записані створення школи й друкарні, виховання юнацтва у православ'ї, видання необхідних церкві книг. В червні 1588 року Вільно (Вільнюс) відвідав Константинопольський Патріарх Ієремія II, який схвалив й скріпив власною печаткою Статут братства. У виданій патріархом грамоті братчикам пропонувалося мати друкарню і школу з вивченням грецької та руської мов, латини. У 1589 році король Сигізмунд III затвердив корпорацію братчиків й надав їй право самоврядування, а у 1592 році звільнив від сплати міських повинностей та податків.

### Діяльність
Спочатку велику частину братчиків складали ремісники, після Берестейського собору 1591 року, що підтвердив ставропігійний статус братства, до нього також входили шляхтичі. Згідно із Реєстром 1584 року братство складалося з 371 осіб. Вищим органом братства були загальні збори. Для ведення поточних справ обиралися річні старости, вони ж представляли інтереси братства у державних установах (першим старостою став Богдан Огинський). Завідування господарством і скарбницею доручалося 4 виборним ключником.
У 1591 році братство купило будинок, сусідній будинок отримало як пожертвування від міщанина Кіндратовича. Споруди з'єднали, відремонтували і відкрили в них братську школу. У 1593 році кн. А.Полубенський відписав братчикам «на вічні часи» будинок і великий наділ землі. Ще одну будівлю братство отримало за заповітом купця П.Сніпки. За короткий термін братчики обладнали у цих приміщеннях лікарню, богадільню та друкарню.
Діяльність братства, що перетворився в найважливіший центр православної освіти на українсько-білоруських землях, проходила в тісному контакті з іншими братствами. Особливо активні були зв'язки з Львівським братством, яке у перший час існування віленської школи посилало туди вчителів та книги. Пізніше вихованці віленського училища (Сильвестр Косів , Ісая Козловський) викладали у Львові.
У братській школі викладалися церковнослов'янська, грецька, польська мови, латина. У 1590-х роках в ній працювали найбільші діячі Білорусі та України — Стефан і Лаврентій Зизанії (Стефан був ректором школи до 1596, крім того, він був братнім проповідником), Кирило Транквілліон-Ставровецький. До 1608 року тут викладав латину та грецьку мову Леонтій Карпович, який працював також у братській друкарні друкарем і коректором. Він з 1614 року стає архімандритом Свято-Духового монастиря, що також належав братству. З початку свого існування братська школа потерпала від нападів з боку віленської єзуїтській академії, а у 1598 році студенти академії вчинили розгром братської школи.
У братській друкарні були надруковані «Граматика словенска совершеннаго мистецтва осмі частий слова та інших нуждних» Лаврентія Зизанія (1596 рік), «Казаніє святого Кирила, патріарха Єрусалимського, про антихриста і знакох його, з росшіренієм науки проти єресей різни» Стефана Зизанія (1596 рік), того ж року складена «Наука ку читанію і розуменю писма словенського, тутиж про Святу Трійцю і про вочеловечения Господні», а також «Книга про віру». У 1595—1596 роках видавалися праці «Молитви повсякденні», «Псалтир», «Часослов», «Часослов з Букварем», «Новий Заповіт з Псалтирем».
Віленське братство активно брало участь у Берестейських соборах Київської митрополії, що проходили у 1590—1594 роках. На них обговорювалися можливі перетворення у церковному житті для зміцнення становища православної церкви. Так, на соборі 1594 року братство і православна шляхта Великого князівства Литовського запропонували використовувати доходи єпископських кафедр на утримання шкіл, будівництво храмів і лікарень. Втім ця пропозиція собором не була прийнята.

### Боротьба з унією
Після укладення Берестейської унії у 1596 році більшість архієреїв Київської митрополії перейшли на Унію, унійними стали численні парафіяльні церкви. За розпорядженням 24 вересня 1599 року унійного митрополита Іпатія Потія у жовтні 1599 року було закрито приділ Троїцького храму, що належав братству. Безпосередньою причиною закриття стали антиунійні проповіді Стефана Зизанія. Раніше, у 1597 році, братчики збудували неподалік від Троїцького храму дерев'яну церкву на честь Зішестя Святого Духа на апостолів. У 1600 році Свято-Духівський храм (з 1605 року — монастир) став братським. З 1605 року віленське братство перебралося до нього й стало іменувалося Свято-Духівським.
Інша частина братчиків на чолі з новогрудським воєводою Ф.Скумін-Тишкевичем прийняла Унію і оголосила членів братства, що не приєдналися до унії, узурпаторами королівських та патріарших грамот. Унійне Троїцьке братство, затверджене королем Сиґізмундом III 20 січня 1608 року, отримало усе братське майно і залишилося у Троїцькому монастирі, який незабаром перетворився у великий центр унійної освітньої діяльності. Ченці-уніяти і студенти унійної семінарії, що відкрилася у монастирі, неодноразово здійснювали напади на мешканців Свято-Духового монастиря, учнів братської школи, православних братчиків.
До серпня 1609 року усі православні храми Вільна (Вільнюс), за винятком Свято-Духівського, перейшли в унію. Протидія поширенню унії стала одним з головних напрямків діяльності Віленського братства. У 1608 році воно видало польською мовою анонімний твір «Αντίγραφη, albo Odpowiedź na script uszczupliwy, przeciwko ludziom starożytney religiey graeckiey od apostatów Cerkwie Wschodniey wydany» («Відповідь на їдкий твір, надрукований відступниками від Східної Церкви проти народу старої грецької віри»), де спростовувалися 2 брошури, видані І.Потієм проти братства і взагалі православ'я.
У 1610 році у братській друкарні було надруковано антикатолицький і антиунійний твір Мелетія Смотрицького «Θρήνος, to jest Lament, iedyney s. powszechney apostolskiey Wschodniey Cerkwie, z obiasnieniem dogmat wiary» («Плач єдиної святої соборної апостольської Церкви, з поясненням догматів віри»), після чого вийшов королівський наказ про знищення книг, виданих Віленським братством. У друкарні зробили обшук, знищили шрифти, Леонтій Карпович та деякі друкарі були запроторені до в'язниці. На деякий час діяльність друкарні припинилася, але потім один з братчиків — князь Богдан Матвійович Огинський — переніс її у свій маєток Єв'є. У 1620-х роках відновила свою діяльність також братська друкарня у Вільні.
Незважаючи на утиски влади і напади уніатів, братство залишалося найбільш значним центром православ'я на білорусько-литовських землях. Патрони православних монастирів Литви, безсилі самостійно протистояти натиску держави та католицької церкви, віддавали православні обителі, що знаходилися перебували на їх землях, під опіку Свято-Духового монастиря та Віленського братства (Богоявленський — у Могилеві, Євейський, Кунятицький, Буйницький), яке спрямовувало у підлеглі йому монастирі справних в чернечого життя насельників, ставило настоятелів, забезпечувало книгами, школи — вчителями.
У 1610—30-х роках у друкарнях Віленського братства в значній кількості друкувалася богослужбова, навчальна література: Новий Завіт з Псалтирем (Єв'є, 1611 рік, Вільно, 1623 рік), «Молитви повсякденні» (Єв'є, 1615 рік), «Молитвенник, або Требник»(Вільно, 1618 рік), «Псалтир» (Вільно, 1621, 1623, 1627, 1631 роки), «Полу-статут, або Требник»(Вільно, 1622 рік; Єв'є й Вільно, 1637—1640 роки), «Требник» (Вільно, 1624, 1628 роки), «Діоптра, сиріч Зерцало, альбо зображення відомого живота людського в світі» братнього проповідника ігумена Віталія (Єв'є, 1612рік, Вільно, Евье, 1642 рік), «Анфологіон, албо Квіти молитов обраних, від багатьох святих батько собранни» (Єв'є, 1613 рік) та інші.
Братчики займалися перекладами з грецької на просту (руську, староукраїнську, старобілоруську) мову, в братській друкарні були надруковані «Євангеліє учітелное, албо Казаніє на щонеділі і свята урочістиі» (Єв'є, 1616 рік), «Духовні бесіди про доконалстве християн православних» (Вільно, 1627 рік), переклад тлумачення Святого Іоанна Златоуста на молитву «Отче наш», зроблений Леонтієм Карповичем, — «На Отче наш виклад з волоського на руський» (Вільно, 1620 рік). Братство видало найбільш повну граматику церковнослов'янської мови, складену Мелетієм Смотрицьким, — «Граматики славенський правилное Синтаґма» (Єв'є, 1619 рік) і більш просту «Граматику, албо Додавання писемності, хоча ся учити славеньского язика малолітнім отрочат» того ж автора (Вільно, 1621 рік). Численним монастирям, які перебували під управлінням Віленського братства, призначалися видання: «Кіновіон, або Зображення евангелского чернечого общого житія, від святих батько вократце зібрано» (Єв'є, 1618 рік) і переклад твору Фікари Святогорця «Вертоград душевний» (Вільно, 1620 рік).
Братство також видало 2 проповіді архімандрита Леонтія Карповича: «Казаніє двоє: одне на Преображення Господа Бога і Спаса нашого Ісуса Христа, інше на Успіння Пречисте і Преблагословенна Владичиці нашое Богородиці Приснодіви Марії» (Єв'є, 1615 рік), а також 2 Слова на поховання архімандрита Леонтія: "Лямент у світла оубогіх на жалосний кончина … батька Леонтія Карповича "(Вільно, 1620 рік) й твір Мелетія Смотрицького «Казаніє на чесний погреб … Леонтія Карповича, номінат єпископа Володимирського та Берестейського, архімандрита Віленського» (Вільно, 1620 рік).

### Відновлення митрополії
У 1620 році Єрусалимський Патріарх Теофан IV відновив Київську митрополію, а також підтвердив статут Віленського братства. Серед кандидатів на архієрейства був архімандрит Свято-Духового братнього монастиря Леонтій Карпович, наречений єпископом Володимирським і Берестейським. Проте через хворобу він до Києва не поїхав і незабаром помер. Архієпископом Полоцьким було поставлено іншого члена Віленського братства — Мелетія Смотрицького. Повернувшись у грудні 1620 року до Свято-Духового монастиря, він очолив братство.
22 березня 1621 року було видано королівський універсал проти новопоставлений православних єпископів. У зв'язку з цим у Вільні активізувалися переслідування православних, на Свято-Духів монастир здійснювалися напади. На виправдання православних архиєпископ Мелетій написав твір «Veryficatia niewinności» («Виправдання невинності»), який братство видало від свого імені у 1620 році. Почалася активна полеміка. Позицію православної сторони захищав архієпископ Мелетій в трактатах «Oborona Verificaciej» («Захист Виправдання») (1621 рік), «Elenchus pism uszczypliwych» («Спростування їдких листів») (1622 рік). Усі ці твори були надруковані в братській друкарні.
З 1623 року, після від'їзду Мелетія Смотрицького до Волині, на чолі Віленського братства стояв ректор братської школи і проповідник, а з 1625 року намісник Свято-Духового монастиря Йосип Бобриковіч, який у 1633 році стає єпископом Мстиславським.
Однією з форм боротьби братчиків були регулярні протести в судах і сеймах коронних земель та Великого князівства Литовського проти дій унійної ієрархії й влади. Зокрема, у 1613 році, після смерті Іпатія Потія, князь Богдан Огінський й старости братства внесли вимогу до трибунальського суду про затвердження Київським митрополитом людини православної віри, але ця вимога залишилося без відповіді. Разом з тим братство з часу початку унії зібрало серед своїх членів більш 200 тисяч флоринів для протидії Унії.
Важливі для православної церкви наслідки мав виступ представників Віленського братства на конвокаційному сеймі 1632 року, скликаному після смерті Сиґізмунда III для підготовки обрання нового короля. Братство надіслало на сейм зі своїми уповноваженими підготовлену і надруковану братством книгу, яка була роздану сенаторам і послам: «Synopsis, albo Krotkie opisanie praw, przywileiow, swiebod y wolnosci, przeznacznemu starowiecznemu narodowi ruskiemu, pod posłuszenstwem s. oyca patriarchy Konstantynopolskiego stale y nieodmiennie od okreszczenia się swoiego traiącemu, nadanych y poprzysiężonych». У передмові до «Синопсису» викладені скарги православних на утиски, які чинили уніятами. У самій книзі в хронологічному порядку перераховані права і привілеї, які з часу Хрещення Русі по 1632 року були дані спочатку руськими, потім литовськими князями й польськими королями білоруському та українському народам, причому вказувалося на те, що ці права давалися саме православним, а не уніятам. Все це підтверджувалося посиланнями на документи або свідченнями польських істориків — М.Кромера та М.Стрийковського. Сейм створив комісію з розгляду суперечок між православними і уніятами, в її засіданнях активно брали участь посли від Віленського братства.
До елекційного сейму, що відбувся у вересні 1632 року братство підготувало й видало «Supplementum Synopsis, albo Zypełnieysze obiaśnienie Krotkiego spisania» («Додаток до Синопсису, або Докладне пояснення Короткого опису») з викладенням полеміки між православними і уніятами, що відбувалася на конвокаційному сеймі. Королевич Владислав був змушений зібрати раду для розгляду скарг, поданих православними послами. Результатом діяльності ради стало підписання королевичем 1 грудня 1632 року «Статей для заспокоєння народу руського грецької релігії», в яких брало було визнано існування православної церковної ієрархії у Речі Посполитій. Про Віленське братство в «Статтях» сказано, що взамін церкви Святої Трійці, що знаходиться в уніатів, братству передаються три храми у Вільні — Воскресіння Христового, Свого Івана і Святого Юрія.
У 1633 році король Владислав IV грамотою підтвердив право віленських братчиків приймати пожертвування, безперешкодно розпоряджатися рухомим й нерухомим майном, повернув братству право іменуватися Свято-Троїцьким (раніше Свято-Троїцьким визнавалося тільки унійне братство). Згідно з королівським привілеєм 1635 року, тільки у віленській і київській школах дозволялося викладати латинь і грецький.
У 1648 році братська друкарня припинила роботу, тому що через широке вживання польської мови книги церковнослов'янською не мали попиту. Крім того, видання богослужбової літератури почалося у Києві. Восени 1677 року у Свято-Духовому храмі на запрошення братчиків читав проповіді Дмитро Туптало. У 1749 році згоріли Свято-Духівська церква й корпус братської школи, після чого заняття в школі не поновилися. Чисельність братства постійно скорочувалася, в останню чверть XVIII ст. братчиками були лише декілька купців і міщан. У 1795 році, після третього розділу Речі Посполитої, Вільно увійшло до складу Російської імперії, Віленська губернія стала частиною Мінської єпархії. Мінський архієрей прийняв Свято-Духів монастир у своє безпосереднє управління, а приписні до монастиря церковні установи зробив самостійними. Віленські братчики заявили, що це порушує їх права, і звернулися зі скаргою до Святійшого Синоду. Скарга не була задоволена, братство незабаром перестало існувати.

## Відновлення

### Діяльність
Віленське братство було відновлено у 1865 році митрополитом Литовським Йосипом Семашком у зв'язку з необхідністю зміцнення православ'я у Північно-Західному краї після придушення в 1864 році Польського повстання. У новому Статуті братства його головними завданнями були проголошені «неухильне служіння потребам і користі православної церкви і російської народності в Північно-Західному краї, сприяння до поширення духовного освіти в народі», «створення, підтримка і прикраса православних храмів», «видання творів, спрямованих до викриттю нарікань, наклепів, підступів і всіляких зазіхань на чистоту і цілість православ'я». Членами братства, що складався під опікою імператорської родини, стали православні архієреї, представники влади у Північно-Західному краї, російські державні та громадські діячі. Пожертвування Віленського братства надходили з різних частин імперії, у 1866 році на адресу братства надійшло церковного майна на 20 тисяч карб., а у 1880 році — на 30 тисяч карб. Крім приватних пожертвувань братська каса поповнювалася засобами, вирученими від благодійних концертів, кружечних зборів, розповсюдження книг, здачі в оренду нерухомості. У братстві існував відділ сприяння бідним і нужденним. У 1872 році братство відкрило притулок для 12 сиріт, у 1879 році розмістило в своєму будинку Віленське 2-класне парафіяльне училище, відкривши у ньому жіночу зміну. На утриманні братства був будинок з 40 квартирами для найбідніших сімей. У найбідніших парафіях єпархії створювалися позичкові каси, на цілі яких братство відпустило 3 тисяч карб.
Вищим органом братства був виборний рада з 10–12 осіб. У 1885 році за пропозицією Литовського архієпископа Олександра Добриніна рада братства прийняв на себе обов'язки єпархіальної училищної ради.
У 1883 році з Віленським братством об'єдналося «Общество ревнителей Православья». Наприкінці 1894 року було затверджено новий статут братства, згідно з яким головою ради та піклувальником братства був правлячий архієрей Литовської та Віленської єпархії. З січня 1895 року братство очолив архієпископ Литовський Ієронім Екземплярський. 18 березня 1895 року братство взяв під своє заступництво імператор Микола II. У цей час число братчиків перевищувала 500 осіб. Того ж року при братстві була створена комісія морально-релігійних читань. 20 січня того ж року відкрилася братська друкарня, яка до 1909 р. випустила понад 100 найменувань книг.
У 1907—1916 роках 2 рази на місяць виходив «Вісник віленського Свято-Духівського братства», що освітлював питання релігійно-етичного та церковно-суспільного життя Північно-Західного краю. Як додатки до «Вісника» випускалися «Повчання на православні свята», «Литовські єпархіальні відомості», «Листки для народу».
Братство виявляло особливу турботу про будівництво нових та відновлення зруйнованих православних храмів. З його ініціативи у Вільні наприкінці XIX — на початку XX ст. були побудовані 4 храми: в ім'я архангела Михайла і в ім'я князя Олександра Невського, на честь ікони Божої Матері «Знамення», Костянтино-Михайлівський. У 1909 році при братстві почав роботу церковно-будівельний комітет, який займався збором коштів на будівництво храмів в єпархії.
У серпні 1909 року за ініціативою віленських братчиків у Вільні відбувся з'їзд представників православних братств, на який прибули понад 300 делегатів з Литви, України, Білорусі та Польщі. Головною метою з'їзду було об'єднання зусиль для спільної діяльності — місіонерської, просвітницької, господарської.

### Закриття
У серпні 1915 року в зв'язку з наближенням фронту велика частина православного духівництва і мирян, зокрема найактивніша частина віленських братчиків, виїхала до Росії, і після окупації західної території Російської імперії німецькими військами діяльність Віленського братства припинилася.